# Anidride ipoclorosa
L'anidride ipoclorosa o monossido di dicloro è un composto inorganico binario del cloro monovalente con l'ossigeno ed è anche il più semplice ossido del cloro, avente formula Cl2O. Fu sintetizzata per la prima volta nel 1834 da Antoine Jérôme Balard, che insieme a Gay-Lussac ne determinò anche la composizione. Per reazione con l'acqua dà l'acido ipocloroso HOCl. Nella letteratura meno recente è a volte indicato come monossido di cloro, il che può essere fonte di confusione poiché quel nome ora si riferisce propriamente alla specie radicalica [ClO]·, un inquinante dannoso per lo strato di ozono.

## Proprietà
A temperatura ambiente l'anidride ipoclorosa si presenta come un gas giallo bruno di odore penetrante e sgradevole, mentre allo stato liquido (Teb. = 2 °C) prende un colore rosso bruno scuro. È un ossidante e un clorurante (vedi sezione Reazioni), piuttosto instabile e molto reattivo, sensibile agli urti e facilmente esplosivo se riscaldato, specialmente se viene a contatto con sostanze organiche; mescolato all'ammoniaca reagisce esplosivamente; è inoltre una molecola fotosensibile. Anche per questo è incompatibile con molti solventi, sebbene quelli perclorurati o perfluorurati non vengano attaccati: Il tetracloruro di carbonio, dove ha una notevole solubilità, è quello comunemente impiegato, ma anche CCl3−CF3 è stato usato per alcune misure.
L'anidride ipoclorosa, come pure gli analoghi monossidi di dialogeno X2O, è un composto endotermico, ΔHƒ° = 80,3 kJ/mol, ed anche endoergonico, ΔGƒ° = 88,7 kJ/mol, per cui la sua dissociazione in Cl2 e O2, che sono anch'essi sostanze ossidanti e comburenti, è favorita.
Questa è un'anidride molto solubile in acqua, 143,6 g/100 g (~16,52 m), con reazione esotermica, dove dà luogo ad equilibri di idratazione e di reazione con essa per dare il suo acido corrispondente, l'acido ipocloroso (HClO), un acido assai debole (pKa = 7,54). Diversamente dal caso di altre anidridi gassose che in acqua si idratano parzialmente, quali CO2 e SO2, nell'equilibrio dell'idratazione di Cl2O in soluzione acquosa gran parte di essa viene convertita nel suo corrispondente acido, HClO:
{\displaystyle {\ce {Cl2O_{(g)}\leftrightarrows Cl2O_{(aq)}}}}
Cl2O (aq) + H2O (l)   ⇄   2 HOCl (aq)      K (0 °C) ≈ 282
L'entalpia standard di reazione è stata valutata come {\displaystyle \Delta H_{r}^{\circ }=-37,4{\frac {kJ}{mol}}}

## Preparazione
Il primo metodo di sintesi consisteva nel trattare l'ossido di mercurio(II) con cloro gassoso. Tuttavia, questo metodo è costoso, oltre che pericoloso a causa del rischio di avvelenamento da mercurio:
{\displaystyle {\ce {2Cl2\ +\ HgO->HgCl2\ +\ Cl2O}}}.
Un metodo di produzione più sicuro e conveniente è la reazione del cloro gassoso con carbonato di sodio idrato a 20-30 °C:
{\displaystyle {\ce {2Cl2\ +\ 2Na2CO3\ +\ H2O->Cl2O\ +\ 2NaHCO3\ +\ 2NaCl}}}
{\displaystyle {\ce {2Cl2\ +\ 2NaHCO3->Cl2O\ +\ 2CO2\ +\ 2NaCl\ +\ H2O}}}.
Questa reazione può essere eseguita in assenza di acqua ma richiede il riscaldamento a temperature di 150-250 °C; poiché l'anidride ipoclorosa è instabile a queste temperature, deve essere continuamente rimossa per evitare la decomposizione termica:
{\displaystyle {\ce {2Cl2\ +\ Na2CO3->Cl2O\ +\ CO2\ +\ 2NaCl}}}.
Ancora un altro metodo è il seguente: una piccola quantità di anidride ipoclorosa può essere prodotta facendo passare del cloro perfettamente anidro sull'ossido mercurico (HgO) a 0 °C:
{\displaystyle {\ce {2Cl2\ +\ 2HgO->HgCl2\cdot HgO\ +\ Cl2O\uparrow }}}.

## Struttura ed altre proprietà
La molecola dell'anidride ipoclorosa, come quella dell'acqua e quella dell'acido ipocloroso, è angolare, come previsto dal modello VSEPR (molecola del tipo (AX2E2) e dalla teoria del legame di valenza, per la quale l'ossigeno centrale è ibridato sp3, quindi con geometria pseudo-tetraedrica ed angoli di legame idealmente di 109,5°. Essendo l'ossigeno più elettronegativo del cloro, esso porta una parziale carica negativa, compensata dalle due cariche parziali positive su i due Cl (δ+Cl–O2δ––Clδ+). Ad influenzare l'angolo Cl–O–Cl concorrono la repulsione tra le coppie solitarie sull'ossigeno centrale, che tende a farlo restringere; la repulsione tra i due atomi di Cl, che si trovano ad una distanza (279,3 pm) che è molto inferiore al doppio dei loro raggi di van der Waals (358-380 pm), che tende a farlo allargare; infine, la presenza sui clori di cariche parziali dello stesso segno crea anch'essa un'azione repulsiva tendente a far ampliare l'angolo.
Sperimentalmente, da un'indagine spettroscopica rotazionale nelle microonde, si trova che l'angolo Cl–O–Cl, che risulta dal compromesso delle influenze dei fattori sopra menzionati, è di 110,88°; la lunghezza Cl–O è di 169,6 pm, quasi uguale alla somma dei raggi covalenti di O e Cl (168 pm). La simmetria molecolare, come nel caso dell'acqua, è C2v. Nonostante che la differenza di elettronegatività tra O e Cl (0,28) sia qui molto più piccola che tra O e H (1,24), il momento dipolare della molecola è notevole, 1,69 D, solo poco inferiore a quello di H2O (1,86 D).
Nel caso della molecola analoga F2O (difluoruro di ossigeno), con l'ossigeno centrale anche qui formalmente ibridato sp3 econ un momento dipolare molto inferiore (0,297 D), ma che qui porta su di sé una carica parziale positiva (l'opposto che in Cl2O), l'angolo su O è notevolmente più stretto, 103,1°. Questo è però in accordo con la regola di Bent secondo la quale il carattere s negli orbitali ibridi è minore nei legami che l'atomo centrale forma con atomi più elettronegativi (qui F), che con atomi meno elettronegativi (qui Cl); per Cl2O il maggiore carattere s si traduce in un ampliamento dell'angolo con cui l'atomo centrale (O) si lega ai clori in Cl2O.

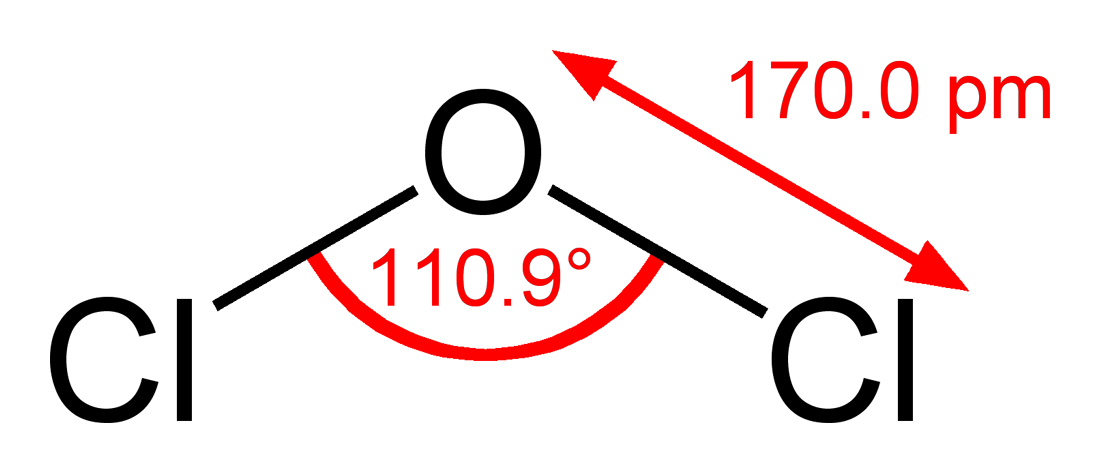

Allo stato solido, Cl2O cristallizza nel gruppo spaziale tetraedrico I41/amd, essendo quindi isostrutturale con la forma cristallina dell'acqua ad alta pressione, il ghiaccio VIII. La distanza Cl−O risulta leggermente maggiore (170,92 pm) che nella molecola isolata in fase gassosa.

### Chimica ionica in fase gassosa
Il potenziale di ionizzazione normale di Cl2O ammonta a 10,91 ± 0,02 eV, un valore minore di quello di Cl2 (11,481 eV).
L'affinità elettronica è l'energia rilasciata da una specie chimica in fase gassosa quando acquisisce un elettrone ed è correlata in generale al potere di una specie chimica di strappare elettroni ad altre specie e quindi al suo potere ossidante. Per Cl2O è calcolata essere 3,12 eV, che è un valore ben maggiore di quello relativo al cloro molecolare (Cl2), pari a 2,50 eV. Questo è in accordo qualitativo con il maggior potenziale di riduzione in ambiente acido di HOCl (Cl+1, come in Cl2O), rispetto a quello di Cl2 (Cl0), per dare Cl−: +1,484 V contro +1,358 V.

## Reazioni
L'anidride ipoclorosa è altamente solubile in acqua, dove esiste in equilibrio con HOCl. La velocità della reazione di idrolisi è abbastanza bassa da consentire l'estrazione di Cl2O con solventi organici come il tetracloruro di carbonio (CCl4), ma la costante di equilibrio favorisce decisamente la formazione di acido ipocloroso (HOCl).
{\displaystyle {\ce {2HOCl<=>Cl2O\ +\ H2O;K_{(}0^{\circ }C)=3,55\cdot 10^{-3}}}}.
Nonostante ciò, è stato suggerito che l'anidride ipoclorosa possa essere la specie attiva nelle reazioni di HOCl con olefine e composti aromatici, nonché nella clorazione dell'acqua potabile.

### Con composti inorganici
L'anidride ipoclorosa reagisce con gli alogenuri e ossoalogenuri metallici al loro massimo stato di ossidazione, 2 (o 4) atomi di cloro vengono sostituiti da uno (o 2) atomi di ossigeno, per formare ossoalogenuri, anche alcuni insoliti:
{\displaystyle {\ce {VOCl3\ +\ Cl2O->VO2Cl\ +\ 2Cl2}}}
{\displaystyle {\ce {TiCl4\ +\ Cl2O->TiOCl2\ +\ 2Cl2}}}
{\displaystyle {\ce {SbCl5 \ + \ 2Cl2O -> SbO2Cl \ + \ 4Cl2}}}
SbCl5 + Cl2O   →   SbOCl3 + Cl2
WCl6 + Cl2O   →   WOCl4 + 2 Cl2.
Reazioni simili sono state osservate anche con alogenuri e ossoalogenuri di metalloidi e non metalli; in tali casi la reazione si risolve anche in un'ossidazione degli elementi coinvolti :
{\displaystyle {\ce {AsCl3 \ + \ 2Cl2O -> AsO2Cl \ + \ 3Cl2}}}
{\displaystyle {\ce {NOCl\ +\ Cl2O->NO2Cl\ +\ Cl2}}}
Con l'anidride nitrica reagisce dando principalmente il nitrato di cloro:
N2O5 + Cl2O   →   2 Cl−ONO2

### Con composti organici
L'anidride ipoclorosa è un agente clorurante efficace. Può essere utilizzata sia per la clorurazione della catena laterale che sull'anello di substrati aromatici disattivati. Per gli aromatici attivati come i fenoli e gli eteri arilici reagisce principalmente per dare prodotti alogenati sull'anello.

### Fotochimica
L'anidride ipoclorosa subisce la fotolisi, formando ossigeno e cloro molecolari come prodotti finali:
{\displaystyle {\ce {2Cl2O->2Cl2\ +\ O2}}}.
Il processo è tipicamente radicalico, e la fotolisi flash mostra che il radicale ipoclorito [ClO]• è un intermedio chiave in questa trasformazione.

### Proprietà esplosive
L'anidride ipoclorosa è esplosiva, anche se mancano ricerche moderne su questo comportamento. Le miscele a temperatura ambiente con l'ossigeno non potevano essere fatte esplodere da una scintilla elettrica finché non contenevano almeno il 23,5% di Cl2O, che è un limite minimo di esplosività estremamente elevato. Ci sono rapporti contrastanti sul fatto che esploda per esposizione a una forte luce. Anche il riscaldamento superiore a 120 °C, o un rapido riscaldamento a temperature inferiori, sembra portare a esplosioni. È stato segnalato che l'anidride ipoclorosa liquida è sensibile agli urti.